# دیوید د ناواس
دیوید د ناواس (انگلیسی: David de Navas؛ زادهٔ ۷ دسامبر ۱۹۷۶) بازیکن فوتبال اهل اسپانیا است.
از باشگاه‌هایی که در آن بازی کرده‌است می‌توان به باشگاه فوتبال سابادل اشاره کرد.